# Starowiński Potok

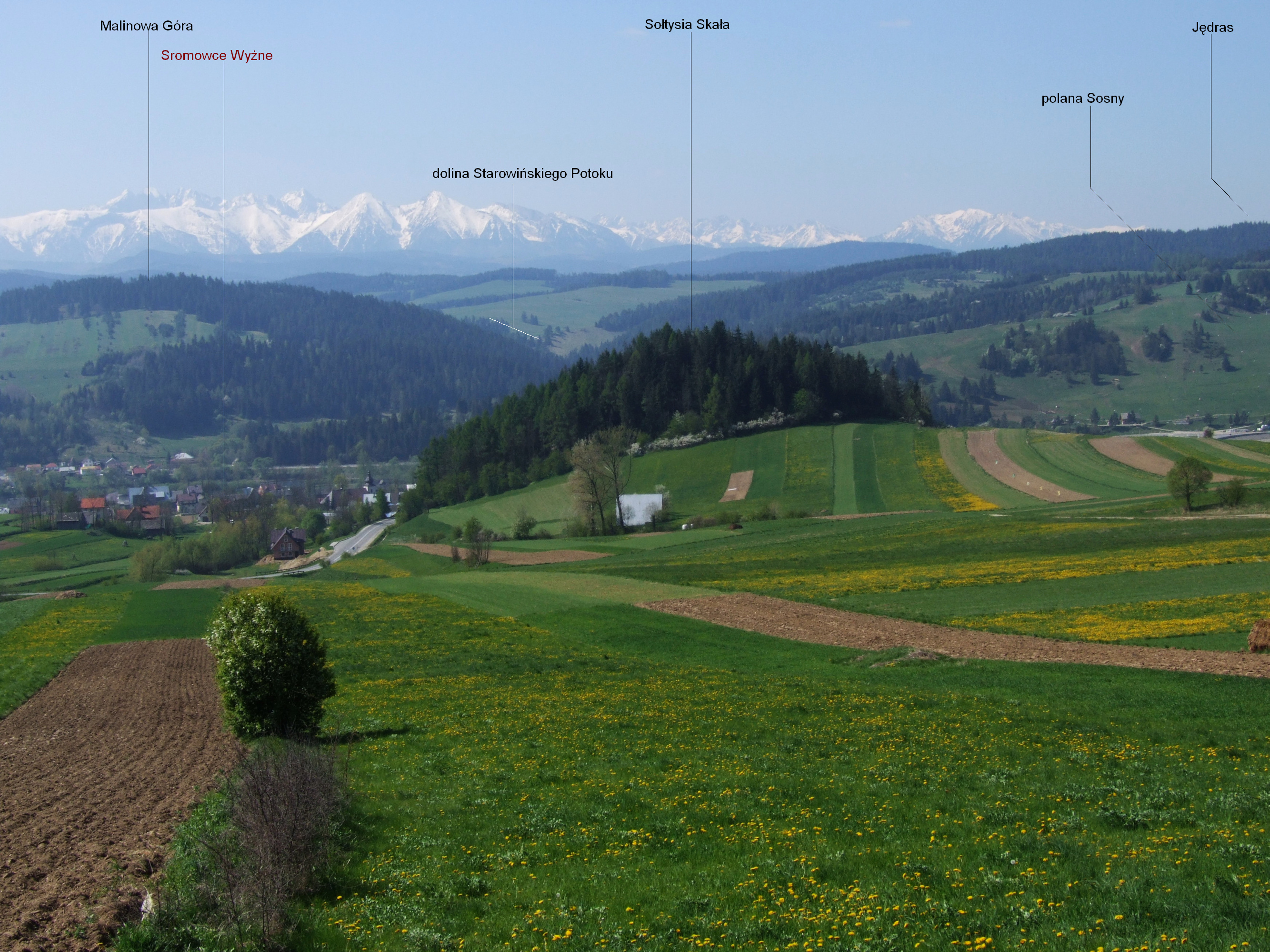
Widok z drogi Krośnica – Sromowce Wyżne

Starowiński Potok (słow. Starovinský potok) – potok, prawy dopływ Dunajca. Ma źródła na wysokości około 800 m n.p.m. na północnych stokach Frankowskiej Góry, w pobliżu granicy polsko-słowackiej, ale już w Polsce. Spływa w północnym kierunku doliną, której zbocza tworzą dwa grzbiety odchodzące od Frankowskiej Góry. Po lewej stronie są to: Serwoniec (737 m), Majowa Góra (741 m) i Jędras (709 m), po prawej Nad Księży Gąszcz (750 m) i Malinowa Góra (633 m). Górna część jego biegu znajduje się na terenie Polski (miejscowości Kacwin i Niedzica), przez środkową biegnie granica polsko-słowacka, a dolna część znajduje się na Słowacji (Łysa nad Dunajcem). Uchodzi do Dunajca przy wschodnim krańcu Polany Sosny na wysokości 473 m, nieco poniżej zapory Jeziora Sromowskiego.
Cały bieg Starowińskiego Potoku znajduje się w mikroregionie zwanym Pogórzem Spiskim.